# MIPS 테크놀로지스
MIPS 테크놀로지스(MIPS Technologies, Inc., 과거 명칭: MIPS 컴퓨터 시스템스/MIPS Computer Systems, Inc.)는 미국의 팹리스 반도체 설계 기업으로, MIPS 아키텍처와 그에 기반한 RISC CPU 칩 개발을 한 것으로 널리 알려져 있다. MIPS는 디지털 홈, 네트워킹, 임베디드, 사물인터넷, 모바일 애플리케이션을 위한 프로세서 아키텍처와 코어를 제공한다.
MIPS는 선구적인 RISC 디자인의 하나인 MIPS 아키텍처에 대해 스탠퍼드 대학교에서 수행할 작업을 상용화시키기 위해 1984년 설립되었다.